# Роберто Тричелла
Роберто Тричелла (італ. Roberto Tricella; нар. 18 березня 1959, Чернуско-суль-Навільйо) — колишній італійський футболіст, захисник. По завершенні кар'єри гравця повернувся до рідного міста, де працює у сфері торгівлі нерухомістю.
Насамперед відомий виступами за клуби «Верона» та «Ювентус», а також національну збірну Італії.
Чемпіон Італії. Дворазовий володар Кубка Італії. Володар Кубка УЄФА.

## Клубна кар'єра
Вихованець футбольної школи клубу «Інтернаціонале». Дорослу футбольну кар'єру розпочав 1977 року в основній команді того ж клубу, в якій провів два сезони, взявши участь лише у 5 матчах чемпіонату.
Втім зміг привернути увагу представників тренерського штабу клубу «Верона», до складу якого приєднався 1979 року. Відіграв за команду з Верони наступні вісім сезонів своєї ігрової кар'єри. Більшість часу, проведеного у складі «Верони», був основним гравцем захисту команди. Допоміг «Вероні» в сезоні 1984–85 здобути її допоки єдиний титул чемпіонів Італії.
1987 року уклав контракт з клубом «Ювентус», у складі якого провів наступні три роки своєї кар'єри гравця. Граючи у складі «Ювентуса» також здебільшого виходив на поле в основному складі команди та здобув титули володаря Кубка Італії та Кубка УЄФА.
Завершив професійну ігрову кар'єру у клубі «Болонья», за команду якого виступав протягом 1990—1992 років.

## Виступи за збірну
1984 року дебютував в офіційних матчах у складі національної збірної Італії. Протягом кар'єри у національній команді, яка тривала 4 роки, провів у формі головної команди країни 11 матчів. У складі збірної був учасником чемпіонату світу 1986 року у Мексиці.
| Дата       | Місто     | Господарі | Результат | Гості     | Турнір            | Голи | Примітки      |
| ---------- | --------- | --------- | --------- | --------- | ----------------- | ---- | ------------- |
| 08/12/1984 | Пескара   | Італія    | 2 – 0     | Польща    | товариський матч  | -    | вийшов на 46' |
| 02/06/1985 | Мехіко    | Мексика   | 1 – 1     | Італія    | товариський матч  | -    |               |
| 06/06/1985 | Мехіко    | Італія    | 2 – 1     | Англія    | товариський матч  | -    |               |
| 16/11/1985 | Хожув     | Польща    | 1 – 0     | Італія    | товариський матч  | -    | вийшов на 46' |
| 05/02/1986 | Авелліно  | Італія    | 1 – 2     | ФРН       | товариський матч  | -    |               |
| 11/05/1986 | Неаполь   | Італія    | 2 – 0     | КНР       | товариський матч  | -    | вийшов на 60' |
| 18/04/1987 | Кельн     | ФРН       | 0 – 0     | Італія    | товариський матч  | -    |               |
| 28/05/1987 | Осло      | Норвегія  | 0 – 0     | Італія    | товариський матч  | -    |               |
| 03/06/1987 | Стокгольм | Швеція    | 1 – 0     | Італія    | Відбір до ЧЄ 1988 | -    |               |
| 10/06/1987 | Цюрих     | Італія    | 3 – 1     | Аргентина | товариський матч  | -    |               |
| 23/09/1987 | Піза      | Італія    | 1 – 0     | Югославія | товариський матч  | -    |               |
| Усього     |           | Матчів    | 11        |           | Голів             | 0    |               |

## Титули і досягнення
- Чемпіон Італії (1):

«Верона»: 1984–85
- Володар Кубка Італії (2):

«Інтернаціонале»: 1977–78: «Ювентус»: 1989–90
- Володар Кубка УЄФА (1):

«Ювентус»: 1989–90